# Harold van Doren
Harold Livingstone Van Doren (Chicago, 1895-1957) fue un reconocido diseñador industrial estadounidense que vinculó las formas aerodinámicas a los procedimientos existentes de diseño y a la necesidad que se le imponía al diseñador de conseguir un bajo coste a través de una rápida producción.

## Biografía
Harold Van Doren estudió en el William College de Chicago, donde se graduó en 1917. Se trasladó a París en 1922, donde trabajó en el Museo del Louvre hasta 1924. Adquirió una formación cultural a caballo entre la literatura, el cine y el arte. Era aficionado a alterar la forma externa de los objetos sin modificar su estructura existente.
Regresó a Estados Unidos a mediados de los años veinte. En 1931, abrió su propio estudio en Toledo, Ohio, en colaboración con John Gordon Rideout. Entre sus contribuciones al mundo del diseño cabe destacar la remodelación de los frigoríficos Philco, la balanza para la Toledo Scale Company en 1934, siendo éste el primer producto que utilizó molduras de plástico ligero a gran escala, material que fue bautizado por Van Doren como Plaskon, convirtiéndose en la base de la mayoría de sus diseños. Ese mismo año apareció por primera vez en la revista Fortune, como Henry Dreyfuss, en un artículo sobre diseñadores de producto americanos.
En 1935, deshicieron la sociedad y Van Doren fundó Harold Van Doren & Associates. Trabajaron para compañías como Goodyear o Maytag, para la que diseñaron la primera lavadora de color blanco en contraposición del acabado gris y verde de aquella época.
En 1940, publicó el libro Industrial Design: A Practical Guide, donde describía el lado práctico del trabajo, la aplicación de nuevos materiales y las técnicas de producción de los mismos, justificando las formas streamline. En 1941, se trasladó a Filadelfia, donde abrió una nueva oficina.
Fue uno de los fundadores de la Sociedad de Diseñadores Industriales, junto con Henry Dreyfuss, Raymond Loewy, Norman Bel Geddes y otros, constituida en 1944, y de la que se convertiría en su presidente en 1948.
También en 1944, abrió una oficina en Nueva York bajo el nombre de «Van Doren, Nowlan & Schladermundt» de Nueva York.